# Enyedi György (püspök)
Enyedi György (Nagyenyed?, 1555. – Kolozsvár, 1597. november 24.) unitárius lelkész, erdélyi magyar unitárius püspök 1592-től haláláig, jelentős tudományos író.

## Élete
Tanulmányait 1571-től Itáliában és Németországban folytatta; a latin és görög nyelvet jól megtanulta. 1574-ben tért vissza hazájába, ahol Kolozsvárt az unitárius iskolában dialektikát és logikát tanított hat évig; ezután ugyanott lelkész és később püspök lett. Több mint háromszáz erkölcsi és társadalmi tárgyú beszédet írt. Az Explicationes című művét betiltották, 1599-ben több példányát nyilvánosan elégették. Ellenfele, Geleji Katona István szerint „Enyedit az unitáriusok Platonjának tartják s kevélyek nagy tudományára.”

## Művei
- Igen szép Historia az Tancredus király leányáról és a királynak titkos Tanácsáról Gisquardusról, kik között fel bonthatatlan szeretet lévén, egymásért halálra adtak magokat, Olasz nyelvből az Bocatiusból Deákra fordíttatván Philippus Beroaldus által, Magyar nyelvre pedig fordíttatván G. E. T. által. Debreczen, 1577 (Amint a versfejekből látszik, a fordító Georgius Enyedinus Transylvanus volt és a fordítás idejét Kénosi Tőzsér János után 1574-re tehetjük; e kiadásból egy példány sem ismeretes; későbbi kiadásai: Kolozsvár 1582, 1624. Monyorókerék 1592, Lőcse 1683. 1700. Buda 1726. 1750. 1772.) Az 1582-es kolozsvári kiadás a REAL-R-ben
- Oratio Funebris ad Tumulum Clarissimi Viri Dni Demetrii Hunyadini Superintendentis Ecclesiarum Unum Deum Patrem et Mediatorem Jesum profitentium, ac Pastoris Claudiopolitani. Kolozsvár, 1592 (egy példánya sem ismeretes)
- Responsio ad Michaelis Cserényi de Balásfalva Assertiones Scholasticas De Sanctissima et Individua Trinitate. 1593 (Uzoni Fosztó István; Histor. Eccl. Lib. I. Vol. 1. 295. l. említi)
- Explicationes Locorum Veteris et Novi Testamenti, ex quibus trinitatis dogma stabiliri solet. Kolozsvár, 1598 (Digitalizált változata.[halott link] A kiadást Toroczkai Máté gondozta, aki a művet magyar fordításban is kiadta. Kolozsvár, 1619)
- A lengyel unitarius egyház katekéziséhez írt magyarázatát (1592–1597 között) és levelét (kelt: Kolozsvárt 1593. október 26.) Uzoni után ismerteti Jakab Elek.
- Kézirati munkája: Conciones (a Sárospataki Református Kollégium könyvtárában)
- Tancredus király leánya. Gismunda és Gisquardus széphistóriája; bev., jegyz. Henrich Arnold; Magyar Irodalomtörténeti Szeminárium, Kolozsvár, 1912 (Értekezések a Kolozsvári Magyar Királyi Ferencz József Tudományegyetem Magyar Irodalomtörténeti Szemináriumából)
- Gismunda és Gisquardus széphistóriája; kiad., bev. Varjas Béla; Erdélyi Tudományos Intézet, Bp., 1942
- Historia elegantissima; szöveggond., tan., jegyz. Káldos János; Balassi, Bp., 1994
- Enyedi György válogatott művei; vál. Balázs Mihály, Káldos János, előszó Balázs Mihály, jegyz. Balázs Mihály, Káldos János, Szalai Judit, latin szövegford. Szalai Judit, Latzkovits Miklós; Kriterion, Bukarest–Kolozsvár, 1997 (Téka)
- Enyedi György prédikációi; MTA-ELTE HECE–Magyar Unitárius Egyház, Bp., 2016–2018
  - 1. 67–99. beszéd. 2. Kolozsvári Kódex, Marosvásárhelyi Kódex, Sárospataki Kódex, Conciones vetustissimae; sajtó alá rend., előszó, jegyz. Lovas Borbála; 2016
  - 2. 100–133. beszéd. Sárospataki Kódex, Marosvásárhelyi Kódex, Gyalai Sámuel prédikációgyűjteménye; sajtó alá rend., előszó, jegyz. Lovas Borbála; 2017
  - 3. 167–211. beszéd. 5. Kolozsvári Kódex, 1. Kolozsvári Kódex, Székelykeresztúri Kódex, Conciones vetustissimae; sajtó alá rend., előszó, jegyz. Lovas Borbála; 2018